# Jan Bernhardtz
Jan Åke Bernhardtz, född 17 september 1941, är en svensk före detta handbolls- och fotbollsspelare.

## Idrottskarriär
Bernhardtz spelade handboll med Redbergslids IK i unga år. Hans första omnämnande i en dagstidning gjordes 1958 och han nämns även 1960, då han även togs ut i juniorlandslaget.. Det är dock oklart om han har spelat ungdomslandskamper, för han är inte upptagen i landslagsstatistiken. År 1961 spelade han för Gais Handboll och utsågs till årets Hedersmakrill som lagets bäste spelare. Han var tillbaka i Redbergslid 1963, då klubben tog SM-guld, och spelade därefter kvar i RIK till säsongen 1965.
1966 var han med och tog upp Göteborgs IK i högsta serien, där han sedan även representerade klubben 1966/1967, då de omgående åkte ur allsvenskan. Han spelade kvar i Göteborgs IK även säsongen 1967/1968. 1968 gick Göteborgs IK samman med Wasaiterna och bildade GIK Wasaiterna. Bernhardtz spelade i GIK Wasaiterna till minst 1972.
Efter spelarkarriären blev han tränare. Det är oklart vilka klubbar han tränade.

### Fotboll
Bernhardtz spelade 1961 sex matcher (ett mål) för Gais i division II i fotboll. Han spelade senare även fotboll för Redbergslids IK.